# Bai Chen
Bai Chen (chino: 白沉, pinyin: Bái Chén; Suzhou, 22 de mayo de 1922 - Shanghái, 5 de noviembre de 2002), nacido Tian Zuheng (chino: 田祖恒), fue un director, guionista y actor chino, figura clave del cine chino del siglo XX. Reconocido por su humanismo y crítica social, su película Bajo el puente (1983) compitió en el Festival de Cine de Venecia y marcó el inicio de su aclamada Trilogía de la Mujer.

## Biografía
Nacido en Suzhou, Jiangsu, en el seno de una familia intelectual, Bai Chen quedó huérfano a los 11 años tras la muerte de sus padres. Su padre había sido miembro de la prestigiosa Academia Hanlin, y su entorno familiar influyó en su temprana inclinación hacia las artes. Durante su educación secundaria, Bai comenzó a actuar en obras teatrales, y tras la invasión japonesa en 1937, se unió a compañías itinerantes de propaganda, donde perfeccionó su oficio como actor.
En 1946, Bai se trasladó a Hong Kong, donde trabajó como asistente del reconocido director Zhu Shilin y actuó en pequeños papeles en diversas producciones locales. Este período en la colonia británica le permitió absorber influencias cinematográficas que más tarde definirían su estilo. En 1949, debutó como codirector con La venganza del pescador, una adaptación de ópera tradicional realizada en colaboración con el maestro del teatro moderno Ouyang Yuqian. Sin embargo, sus simpatías políticas izquierdistas provocaron su expulsión de Hong Kong en 1952, obligándole a regresar a la China continental, donde fue acogido por los Estudios de Cine de Shanghái.
El año 1955 marcó un punto de inflexión en su carrera con Tormenta en la isla del sur, un drama bélico que retrataba la lucha de guerrillas comunistas durante la guerra contra Japón. La película, galardonada con el segundo premio del Ministerio de Cultura, demostró su habilidad para combinar el realismo socialista con un enfoque humanista. Al año siguiente, fundó junto a Xie Jin, Xu Changlin y Yang Hua el "Círculo de las Cinco Flores", un grupo informal de directores que buscaba apoyarse mutuamente en sus proyectos creativos.
El prometedor desarrollo de su carrera se vio abruptamente interrumpido en 1957, cuando fue acusado de desviacionismo político durante la Campaña Anti-Derechista. Como consecuencia, fue enviado a trabajos forzados en Anhui, donde permaneció durante 22 años. Allí trabajó inicialmente como agricultor y, posteriormente, con la Troupe Provincial de Drama, lo que le permitió mantenerse vinculado al ámbito artístico pese a las difíciles condiciones.
Su rehabilitación política en 1979 le permitió retomar su carrera cinematográfica. Su primer proyecto tras su regreso fue Diez días (1980), una película de transición que mostraba los primeros signos de su madurez artística. Sin embargo, fue con Bajo el puente (1983) cuando alcanzó su plenitud creativa. Este retrato de una madre soltera en la Shanghái de los años 80 compitió en el Festival de Venecia y marcó el inicio de su celebrada "Trilogía de la Mujer", que también incluyó Primavera en otoño (1985) y Viento en la montaña (1990). Estas películas exploraban el papel de la mujer en una sociedad china en transformación y contribuyeron al ascenso de actrices como Gong Xue y Song Jia.
Los últimos años de su carrera consolidaron su reputación como un observador agudo de la condición femenina en el cine chino. Su estilo, marcado por una profunda sensibilidad y una narrativa introspectiva, le valió numerosos reconocimientos nacionales e internacionales. Bai Chen falleció el 5 de noviembre de 2002, dejando un legado significativo en la cinematografía china.